# Groove Is in the Heart
Groove Is in the Heart is een nummer van de Amerikaanse dancegroep Deee-Lite. Het nummer werd geschreven door bandleden Dmitry Brill, Towa Tei, Lady Miss Kier, samen met Q-Tip. Ook kreeg Herbie Hancock schrijverscredits door het gebruik van een sample. De band nam zelf de productie voor de rekening. In augustus 1990 werd het uitgebracht als debuutsingle en leadsingle van het album World Clique.

## Achtergrond
Het nummer werd pas in 1990 definitief opgenomen, maar het jaar ervoor was het al te horen tijdens live optredens van Deee-Lite. In het nummer wordt gebruik gemaakt van meerdere samples, waaronder van Bring Down the Birds van Herbie Hancock en Get Up van Vernon Burch. Bootsy Collins, bassist van Parliament-Funkadelic, levert gastvocalen op het nummer en de rap is van Q-Tip van A Tribe Called Quest.
Groove Is in the Heart is onder meer gebruikt voor de soundtrack van de film Charlie's Angels en het is ook een van de nummer in de videogame Just Dance.

## Hitnoteringen en prijzen
Groove Is in the Heart bereikte de eerste plek van de hitlijst in Australië. In de UK Singles Chart was de tweede plek de hoogste notering (achter The Joker van de Steve Miller Band) en in de Billboard Hot 100 kwam het tot de derde plek. Ook in Nieuw-Zeeland, Griekenland, Italië, Ierland, Spanje en Finland kwam het tot de top tien. In de Nederlandse Top 40 stond het acht weken met een tiende plaats als hoogste notering.
Tijdens de MTV Video Music Awards van 1991 werd het nummer zesmaal genomineerd, voor Video of the Year, Best New Artist in a Video, Breakthrough Video, Best Dance Video, Best Editing in a Video en Viewer's Choice. In alle categorieën ging de prijs naar een ander nummer.

### Nederlandse Top 40
| Hitnotering: 22-09-1990 t/m 10-11-1990 | Hitnotering: 22-09-1990 t/m 10-11-1990 | Hitnotering: 22-09-1990 t/m 10-11-1990 | Hitnotering: 22-09-1990 t/m 10-11-1990 | Hitnotering: 22-09-1990 t/m 10-11-1990 | Hitnotering: 22-09-1990 t/m 10-11-1990 | Hitnotering: 22-09-1990 t/m 10-11-1990 | Hitnotering: 22-09-1990 t/m 10-11-1990 | Hitnotering: 22-09-1990 t/m 10-11-1990 | Hitnotering: 22-09-1990 t/m 10-11-1990 |
| Week:                                  | 1                                      | 2                                      | 3                                      | 4                                      | 5                                      | 6                                      | 7                                      | 8                                      |                                        |
| -------------------------------------- | -------------------------------------- | -------------------------------------- | -------------------------------------- | -------------------------------------- | -------------------------------------- | -------------------------------------- | -------------------------------------- | -------------------------------------- | -------------------------------------- |
| Positie:                               | 27                                     | 20                                     | 13                                     | 10                                     | 11                                     | 16                                     | 22                                     | 34                                     | uit                                    |